# Szegényített urán
A szegényített urán olyan urán, amelyben a hasadóanyagként használható 235-ös izotóp aránya kisebb a természetes 0,71%-os aránynál (általában 0,2-0,4%). A szegényített urán az urándúsítás melléktermékeként jön létre. Nagy sűrűsége miatt ideális lövedékek anyagának (67%-kal nagyobb a sűrűsége mint az ólomnak), mivel a nagyobb sűrűség (tömeg) adott méretű, és alakú lövedéknek egyenesebb röppályát biztosít. Radioaktív sugárzása ugyan nem jelentős, azonban erős mérgező hatása miatt alkalmazása etikai kérdéseket vet fel, mivel becsapódáskor a lövedék gyakran meggyullad, és a mérgező égéstermékek nagy területen szóródnak szét.

## Előállítás
A szegényített urán az, ami visszamarad, amikor természetes uránból kivonják az atomerőműi fűtőanyagokhoz vagy az atomfegyverekhez szükséges 235-ös hasadó izotópot. A 235-ös izotóp azonban csak az összes urántartalom körülbelül 0,72 százalékát teszi ki, úgy, hogy a szegényített urán szinte teljes egészében a 238-as izotópból áll. A szegényített urán és a természetes urán között semmi vegyi vagy mérgezési hatásbeli különbség nincs (mivel ugyanannak az elemnek az izotópjai), csupán a sugárzása alacsonyabb körülbelül 40 százalékkal. A szegényített urán az atomipar hulladéka. Szerte a világon 1,1 millió tonna szegényített urán fekszik el tárlókban; amihez évente legkevesebb 46 000 tonna jön hozzá. A szegényített urán előállításának éllovasai az Egyesült Államok és Oroszország, messze mögöttük Nagy-Britannia és Kína.

### Felhasználási területei[2]
A szegényített urán sűrűsége kb. 19 kg/dm³, ami 67 százalékkal nagyobb az óloménál és közel annyi mint az aranyé vagy volfrámé, azonban azoknál jelentősen olcsóbb. Ezen túlmenően a szegényített urán pirofóros, azaz finoman eloszlatva, levegővel kapcsolatba lépve, spontán gyulladásra hajlamos, ami fokozza a lőszer romboló hatását, ezért előszeretettel használják páncéltörő lövedékek gyártásához. Harckocsik páncélzatában sugárzáselnyelő rétegként használják (például T-72). Repülőgépekben a nagy sűrűsége miatt ellensúlyként használják. A polgári életben sugárzáselnyelő anyagként alkalmazzák radiológiai laboratóriumokban

## Használata a világban
Az elmúlt 14 év háborúiban (Irak, Kuvait, Bosznia, Koszovó, Szerbia, Montenegró, Afganisztán) közel 1,4 millió lövedéket lőttek ki, ez 400 000 kilogramm szegényített uránnak felel meg.
Az USA mellett Franciaország, Nagy-Britannia, Izrael, Pakisztán, Oroszország, Szaúd-Arábia, Thaiföld és Törökország bírnak vagy fejlesztenek szegényített urán lőszereket.

### A világ szegényített urán leltára
| Ország                  | Szervezet | DU anyag (tonnában) | Jelentett |
| ----------------------- | --------- | ------------------- | --------- |
| USA                     | DOE       | 480,000             | 2002      |
| Oroszország             | FAEA      | 460,000             | 1996      |
| Franciaország           | COGEMA    | 190,000             | 2001      |
| Egyesült Királyság      | BNFL      | 30,000              | 2001      |
| Németország             | URENCO    | 16,000              | 1999      |
| Japán                   | JNFL      | 10,000              | 2001      |
| Kína                    | CNNC      | 2,000               | 2000      |
| Dél-Korea               | KAERI     | 200                 | 2002      |
| Dél-afrikai Köztársaság | NECSA     | 73                  | 2001      |
| ÖSSZESEN                |           | 1 188 273           | 2002      |

Forrás:  Source: WISE Uranium Project

## UNEP tanulmány

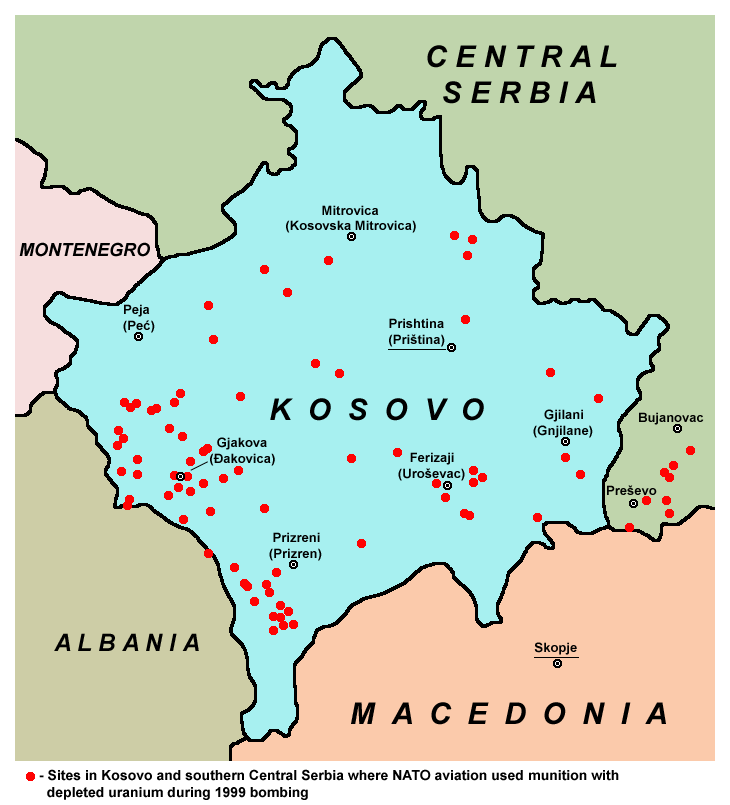

Az ENSZ környezetvédelmi szervezete, a United Nations Environment Programme (UNEP) az A-10-es bombázó földi cél elleni jellegzetes támadását 2 másodperces tűzcsapásként írja le, aminek során mintegy 200 lövedék, egyenes vonalban, egymástól 1-3 méteres távolságra körülbelül 500 négyzetméteres területet terít be. Ebből a 200 lövedékből azonban alig 10 talál célba vagyis 5 százalék, a maradék eltűnik a talajban. A UNEP azzal számol, hogy Koszovóban körülbelül 30 000 szegényített urán lövedéket lőttek ki. A UNEP-től 2000 novemberében kiküldött Balkan Task Force kereső-expedíció azonban mindössze csak 7 teljes és 1 fél lövedéket talált meg. És éppen itt kezdődik a bonyodalom: eddig csak a mérgezési és környezetvédelmi szempontból célba talált, csekély számú szegényített urán lövedéket vették számításba, amik becsapódáskor elégnek uránoxid-porrá és terhelik a levegőt vagy megfertőzik a tárgyi környezetet. A szegényített lövedékek sokkal nagyobb, azon hányadának sorsa, amelyek – anélkül, hogy célba találtak volna – a földbe csapódtak, messzemenően ismeretlen. Az urán mérgező nehézfém, ami elsősorban a csontozatban dúsul fel és különböző betegségeket okozhat, kezdve a vesék, a tüdő, és a máj működési zavaraitól, folytatva a rákig és az öröklési anyag megváltoztatásáig. Az uránterheléseket különösen azoknál a katonáknál hozzák kapcsolatba az úgy nevezett öbölháborús tünetcsoporttal, akiket ezeken a területeken vetettek be; olyan körülmény, ami a szegényített uránnak a Metal of Dishonor elnevezést (a becstelenség féme) elnevezést hozta meg a veteránok körében.

## Német kutatás
A németországi braunschweigi Szövetségi Mezőgazdasági Kutatási Intézet tudósai évek óta vizsgálják átfogó és jelentős költségráfordítású kísérletekben azokat a tényezőket, amik szerepet játszanak az urán és oxidjai talajban történő feloldódásában. A talajokban beállított uránkoncentrációk megfeleltek az „átlagos DU-belövés” terhelésének. Az eredmények azt mutatják, hogy a talajba urán-oxidként bevitt urán fizikai-kémiai és biológiai folyamatoktól feloldódik és a növényektől felvehetővé válik. 3 év elteltével a talajból az oda bevitt urán közel 40 százaléka mobilis vegyületekbe ment át. A növények az ilyen mobilis uránvegyületeket vagy felvehetik vagy átkerülhetnek a talajokba és a vizekbe. A Szövetségi Mezőgazdasági Kutatási Intézet kísérleteiben a növényektől felvett uránmennyiségek közvetlenül a talajban lévő uránkoncentrációtól függtek. A növények föld feletti részeibe a talajban lévő összes urán mennyiségének 0,4-0,6 százaléka vagy a rendelkezésre álló urán hányadának 5-6 százaléka ment át. A növények uránkoncentrációi már a legcsekélyebb terhelési fokozatban is akár ezerszeresét is elérték az ellenőrzési csoportban megállapítottaknak. A Szövetségi Mezőgazdasági Kutatási Intézet tudósai azt is megállapították, hogy az urán mobilizálása növekszik a talaj csökkenő termőképességével (alacsony PH-értékek, a növényi tápanyagot jelentő ásványi anyagok – elsősorban a foszfor – alacsony tartalma). A háborús területeken azonban éppenséggel a kevésbé talajok a jellemzőek és a lakosság rá van szorulva az önellátásra a saját talajokból. Mindkét szempont jelentősen fokozza a szegényített urán hatásainak súlyosságát. nevezik „a becstelenség / gyalázat fémének”.

## Lásd még
- KFKI tanulmány[halott link]
- Uránpánik Európában
- Élet és Irodalom Archiválva 2007. február 23-i dátummal a Wayback Machine-ben
- Depleted Uranium – fas.org